# .tp
.tp era il dominio di primo livello nazionale assegnato al Timor portoghese. Dal 2005 è stato introdotto il dominio .tl.